# Pismo bamum

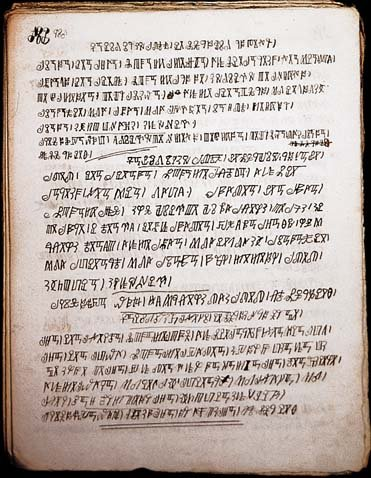
Tekst w piśmie bamum

Pismo bamum - system pisma stworzony przez kameruńskiego władcę Ibrahima Ndżoję na przełomie XIX i XX w. Początkowo obejmował kilkaset znaków, następnie został uproszczony do 80 znaków i przekształcony w sylabariusz. W czasie okupacji Kamerunu przez Francuzów zniszczono większość tekstów w tym piśmie, zakazano również jego nauczania.